# 티나 크라우스
티나 크라우스(영어: Tina Krause, 1970년 7월 29일~)는 미국의 배우이다.

## 출연 작품

### 영화
- 웬 데스 콜스 (2012년)
- 샐베이션 바이 블러드 (2010년) - 테레사 역
- 헤븐 앤 헬 (2010년)
- 배드 바이올로지 (2008년)
- 블러드 앤 섹스 나이트메어 (2008년)
- 페니 드레드풀 (2005년) - 마라 역
- 니코스 (2003년)
- 애니멀 룸 (1995년)